# Paralimna calva
Paralimna calva är en tvåvingeart som beskrevs av Bock 1988. Paralimna calva ingår i släktet Paralimna och familjen vattenflugor. Inga underarter finns listade i Catalogue of Life.